# Rumble (Link Wray & His Ray Men)
Rumble è un brano musicale di Link Wray, pubblicato su un singolo accreditato a Link Wray and his Ray Men nel 1958 e in anni successivi in altri singoli del chitarrista. Rumble è accompagnato da un riff di chitarra distorta e viene perciò ricordato come il brano che introdusse la tecnica del fuzz-tone. Sebbene passata alla storia per essere stata l'unica traccia strumentale censurata nelle radio statunitensi, Rumble raggiunse alti piazzamenti di classifica.

## Composizione e pubblicazione
Rumble fu eseguito per la prima volta da Link Wray e il suo gruppo agli inizi del 1958, a un concerto tenuto a Fredericksburg (Virginia). Qualcuno chiese alla band di suonare il brano The Stroll dei Diamonds e Wray, anziché riproporre fedelmente quella traccia, decise di realizzarne una sua versione strumentale, cui diede inizialmente il titolo Oddball.
Archie Bleyer, produttore discografico della Cadence Records, non sopportava il brano; tuttavia esso era molto apprezzato dalla figliastra di Wray e ciò lo spinse a pubblicarlo. Per rendere la registrazione più simile alla versione che aveva fatto dal vivo, Wray infilò una matita nel cono del suo amplificatore, particolare che Bleyer non gradì affatto. Fu Phil Everly degli Everly Brothers, dopo aver ascoltato il brano, a suggerire a Wray di cambiarne il titolo in Rumble («brontolio» ma anche «tafferuglio») per il suono ruvido e perché gli ricordava una rissa di strada.

## Accoglienza
Rumble fu censurato dalle radio statunitensi in quanto il titolo indicava, nel gergo di strada, una rissa tra bande e si temeva pertanto che potesse incitare i giovani alla delinquenza. Ciononostante, il singolo di Wray riuscì comunque a raggiungere la sedicesima posizione della classifica pop e l'undicesima di quella dei singoli R&B durante l'estate del 1958.
In seguito Wray incise altre due versioni dello strumentale, intitolate Rumble '68 e Rumble-69 e, come da titolo, pubblicate rispettivamente nel 1968 e nel 1969.
Il brano è stato pubblicamente lodato da musicisti rock tra cui Jimmy Page e Iggy Pop; Bob Dylan la definì «La miglior traccia strumentale in assoluto». Nel 2018 venne introdotto nella neonata categoria The Singles della Rock and Roll Hall of Fame.

## Formazione

### Rumble
- Link Wray
- Milt Grant

### Rumble '68
- Link Wray

### Rumble-69
- Link Wray

## Tracce

### Rumble
1. Rumble – 2:23
2. The Swag – 2:18

Durata totale: 4:41

### Rumble '68
1. Rumble '68 – 2:15
2. Blow Your Mind – 4:29

Durata totale: 6:44

### Rumble-69
1. Rumble-69 – 2:30
2. Mind Blower – 4:38

Durata totale: 7:08

## Cover
- Gli inglesi Dave Clark Five fecero una cover di Rumble contenuta in due album del 1964, ovvero A Session with The Dave Clark Five e The Dave Clark Five Return!, il loro secondo album destinato al mercato statunitense.
- Nel 2014 il chitarrista jazz Bill Frisell pubblicò l'album Guitar in the Space Age!, che contiene una rivisitazione di Rumble.